# Brian Johnson (giocatore di baseball)
Christopher Brian Johnson (Lakeland, 7 dicembre 1990) è un giocatore di baseball statunitense.

## Carriera
Johnson fu originariamente selezionato nel 27º turno del draft 2009, dai Los Angeles Dodgers. Rimasto al college, nel 2010 partecipò con la nazionale statunitense al campionato mondiale universitario contribuendo nel far raggiungere il secondo posto finale alla squadra. 
Entrò a far parte del baseball professionistico quando fu selezionato nel draft 2012, al primo turno come 31ª scelta assoluta, dai Boston Red Sox. Dopo tre stagioni in MiLB nel 2015 fu richiamato in prima squadra per la prima volta con i Boston Red Sox in sostituzione dell'infortunato Clay Buchholz. Debuttò nella MLB il 21 luglio 2015, al Minute Maid Park di Houston, contro gli Houston Astros. Trascorse l'intera stagione 2016 in Minor League.
Il 10 agosto 2020, i Red Sox svincolarono Johnson dalla franchigia.
Il 31 maggio 2021, Johnson firmò un contratto con i Milwaukee Milkmen della Atlantic League of Professional Baseball, una lega indipendente. Apparve in sole due partite durante la stagione.
Il 19 giugno 2021, Johnson firmò un contratto di minor league con i Los Angeles Angels. Venne assegnato alla Tripla-A, dove disputò 14 partite e divenne free agent a fine stagione.